# Solenopsis stricta
Solenopsis stricta é uma espécie de formiga do gênero Solenopsis, pertencente à subfamília Myrmicinae.